# Склера
Скле́ра (от греч. σκληρός — твёрдый) — белочная оболочка — наружная плотная соединительнотканная оболочка глаза, выполняющая защитную и опорную функции. Образована собранными в пучки коллагеновыми волокнами.
Составляет 5/6 фиброзной оболочки глаза. Средняя толщина от 0,3 в области прикрепления прямых глазных мышц до 1 миллиметра в области заднего полюса. Толщина склеры у детей мала настолько, что через неё просвечивает зрительный пигмент, придающий ей голубой оттенок. С возрастом толщина склеры увеличивается.
Через венозный синус склеры, образованный множеством мелких полостей в зоне соединения её с роговицей, происходит отток жидкости из передней камеры глаза.
У  птиц, динозавров, птерозавров и ихтиозавров склера содержит склеротикальное кольцо.

## Строение
Фиброзная оболочка глаза является продолжением твёрдой оболочки мозга, которая вначале переходит в оболочку зрительного нерва. Спереди склера переходит в роговицу. Гистологически различают следующие слои склеры, от наружного слоя к внутреннему: 
- эписклера,
- строма,
- супрахориоидальная пластинка (lamina fusca),
- эндотелий.

Белым цветом и матовостью склера обязана неравномерным по толщине разнонаправленным волокнам коллагена типа I. Напротив, в области роговицы волокна коллагена упорядочены, имеют одинаковую толщину и расположены параллельно, что обеспечивает её прозрачность, наряду с повышенным содержанием мукополисахаридов. 

## Функция
Склера поддерживает форму глазного яблока, являясь основной частью фиброзной оболочки глаза. Защищает внутренние структуры глаза и обеспечивает место прикрепления глазодвигательных мышц. 
Склера человека имеет большую площадь и поэтому при открытых глазах хорошо видна. Считается, что эта адаптация могла возникнуть из-за развития социальных навыков, поскольку глаза стали полезным средством невербальной коммуникации между людьми (гипотеза глазной кооперации). Исследователи животных также обнаружили, что в процессе одомашнивания собаки тоже приобрели способность улавливать визуальные сигналы от глаз человека. При этом собаки похоже не используют этот вид коммуникации с сородичами, а только считывают визуальную информацию от глаз человека.